# Elatostema yenii
Elatostema yenii là loài thực vật có hoa trong họ Tầm ma. Loài này được H.St.John mô tả khoa học đầu tiên năm 1971.